# Diocese de Janaúba

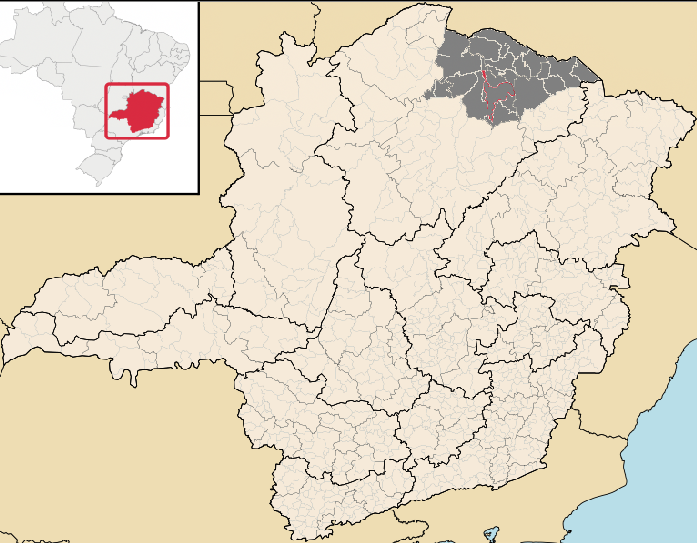
Mapa da diocese.

A Diocese de Janaúba (Dioecesis Ianaubena), é uma circunscrição eclesiástica da Igreja Católica Apostólica Romana, criada no dia 5 de julho de 2000.

## Território
Compõem a diocese os seguintes municípios: 
- Janaúba
- Catuti
- Espinosa
- Gameleiras
- Ibiracatu
- Indaiabira
- Jaíba
- Mamonas
- Matias Cardoso
- Mato Verde
- Monte Azul
- Montezuma
- Ninheira
- Nova Porteirinha
- Pai Pedro
- Porteirinha
- Riacho dos Machados
- Rio Pardo de Minas
- Santo Antônio do Retiro
- São João do Paraíso
- Serranópolis de Minas
- Vargem Grande do Rio Pardo
- Varzelândia
- Verdelândia[2]

## Bispos
|    | Nome                            | Período    | Notas                    |
| -- | ------------------------------- | ---------- | ------------------------ |
| 4º | Roberto José da Silva           | 2019–atual |                          |
| 3º | Ricardo Guerrino Brusati        | 2015–2019  | Renunciou por idade      |
| 2º | José Ronaldo Ribeiro            | 2007–2014  | Nomeado Bispo de Formosa |
| 1º | José Mauro Pereira Bastos, C.P. | 2000–2006  | Nomeado Bispo de Guaxupé |